# Анналы династии Чосон
Анналы династии Чосон (также известные как «Подлинные записи династии Чосон») — ежегодные исторические сводки, составлявшиеся в Корее во время правления династии Чосон. Они составлялись в период с 1392 по 1863 год. Записи включают 1893 тома. Велись записи специальным государственным органом (Силлокчхон), издаваясь после смерти монархов.
Черновые записи не разрешалось читать никому, включая самого короля, а историк, разгласивший сведения раньше срока, подвергался суровому наказанию. Ввиду этого, достоверность записей была очень высокой. Записи времён первых трёх королей династии, короля Тхэджо (Тхэджо-силлок), Чонджона (Чонджон-силлок) и Тхэджона (Тхэджон-силлок), велись в форме манускрипта лучшими каллиграфами государства. Однако начиная с анналов короля Седжона они издавались печатным способом.
Хранились записи в четырёх специальных репозиториях Чхунчхугвана: в Сеуле, уезде Чхунджу, уезде Сонджу и уезде Чонджу. Все копии (кроме хранившихся в Чонджу) были утеряны во время японских вторжений 1592—1598 годов. Позднее было создано ещё пять копий «Анналов», которые разместили в Чхунчхугване и в хранилищах на горах Мёхансан, Тхэбэксан, Одэсан и Манисан. Копия из Чхунчхугвана была утеряна в 1624 году из-за восстания Ли Гваля. Часть записей, хранившихся на горе Манисан, была утеряна после нашествия маньчжуров в 1638 году, после чего уцелевшие тома были перемещены в хранилище на горе Чонджоксан. Ранее, в 1633 году, туда были перенесены записи с горы Мёхянсан.
Копии «Анналов» сохранялись до конца правления Чосон. Во время японского колониального правления копии с горы Одэсан были перемещены в Токийский императорский университет, однако в результате землетрясения 1923 года были утеряны.
Записи велись на классическом китайском языке; на современный корейский язык они были переведены в 1980-х годах в КНДР и в 1994 году в РК. Избранные части «Анналов» были отсканированы в Сеульском университете и сейчас доступны онлайн.
«Анналы» входят в список корейских национальных сокровищ под номером 151. В 1997 году ЮНЕСКО включило Анналы династии Чосон в реестр «Память мира».